# Ludmilla Radchenko
Ludmilla Radchenko (tiếng Nga: Людмила Радченко, sinh ngày 11 tháng 11 năm 1978 in Omsk, Soviet Union) là một người mẫu Nga, họa sĩ, diễn viên. Cô được biết đến nhiều nhất ở Ý và các nước nói tiếng Anh.

## Tiểu sử
Sinh ở Omsk, cô tốt nghiệp đại học ngành thiết kế thời trang tại Omsk năm 1999. Vào năm 1997, cô được bầu làm người mẫu quyến rủ tại cuộc thi hoa hậu Nga. Cô được xuất hiện trên ti vi ở Moskva và St. Petersburg.
Sau khi cô đến Italy, cô bắt đầu sự nghiệp trên show trên ti vi của mình qua show Paperissima. Vào năm 2001, cô trở thành diễn viên múa trong chương trình La sai l'ultima? và năm tiếp theo trong chương trình Passaparola.
Vào năm 2003, cô giới thiệu Spicy Tg trên Antenna 3. Trong thời gian đó, cô xuất hiện trên các chương trình người mẫu thời trang. Năm 2004, cô trở thành ngôi sao trong tạp chí lịch Fox. Vào năm 2005, cô tham gia show trực tuyến la Talpa, cô đã đến được phần bán kết trước khi bị loại.
Vào mùa hè năm 2006, cô trở thành nhân vật chính của On the Road (TV show) show, là một tivi show được quay ở Miami, nó được trình chiếu ở đài Italia 1 ở Ý. Năm tiếp theo, cô trở thành người dẫn chương trình Tuning and fanatics, một show của Diva trên SKY. Cô còn thí sinh dự thi trong show Reality Game trên Sky Vivo.
Được chọn bởi Fapim, một nhà sản xuất cửa sở, cô trở thành người mẫu cho lịch năm 2008, cô đã thực hiện thành công khi tạo dáng rất quyến rủ trên lịch. Cô còn tham gia hát trên đài All Music của Ý trong chương trình thời trang Modeland, đứng đầu bởi Jonathan Kashanian.
Khi còn là diễn viên, cô trở thành ngôi sao điện ảnh trên các phim như Il viaggio (2005) và trong các phim bộ như RIS - Delitti imperfetti. Năm 2008, cô tham gia bộ phim A Light Of Passion.
Sau khi làm xong show La Talpa, cô bắt đầu vẽ và mở một số triển lãm ở Milan và từ đó quyết định cô sẽ tập trung vào ngành mỹ thuật.
Vào năm 2010, cô cho ra một tác phẩm cho "cuộc diễu hành 2010", là một cuộc triển lãnh quốc tế. Cô còn tham gia trình bày tác phẩm của mình tại Milan Triennale và mở các cuộc triển lãm cho mình làm chủ tại Museum of Contemporary Art trong Lucca. Một số tháng sau đó, sau cuộc triển lãm của cô tại. Cô được chọn làm chịu trách nhiệm vẽ ở Gemlucart thuộc Monaco, từ đó cô bắt đầu sưu tầm các tác phẩm của mình. Vào tháng 12 năm 2010, Skira cho ra đời catalog đầu tiên của cô, "Power Pop".
Vào tháng 2 năm 2011, tỉnh Milan ủng hộ triển lãm của cô tại "nhà của nền văn hóa trên thế giới" Vào tháng 5 năm 2011, cô được giới thiệu tại Eating Art festival, New York và tác phẩm của cô được trương bày tại Crown Fine Art gallery trong thành phố Soho.

## Xuất hiện trên màn ảnh
- La sai l'ultima? (2001)
- Passaparola (2001–2002)
- Spicy Tg (2003)
- La talpa (2005)
- On the Road (2006)
- Tuning and Fanatics (2007)
- Reality Game (2007)
- Modeland (2008)

## Phim
| Năm  | Tên                                    | Vai diễn | Notes      |
| ---- | -------------------------------------- | -------- | ---------- |
| 2005 | Il viaggio                             |          |            |
| 2006 | R.I.S. Delitti imperfetti              |          | 2 episodes |
| 2006 | A Light of Passion                     |          |            |
| 2008 | Scaccomatto                            |          | Short      |
| 2009 | L'ispettore Coliandro: Sesso e segreti |          | Film TV    |
| 2009 | Un posto al sole d'estate              | Natasha  | soap opera |
| 2010 | Ganja Fiction                          | Luna     | Movie      |

## Cơ quan thời trang
- Urban Management
- Gwen Management

## Danh mục
- Pop Art, Edizioni Skira-Feltrinelli (2010) EAN 9788857208923

## Link ngoài
- Website chính thức
- Ludmilla Radchenko trên IMDb
- Ludmilla Radchenko trên Fashion Model Directory